# Новозеландський симфонічний оркестр
Новозеландський симфонічний оркестр (NZSO) — симфонічний оркестр із Веллінгтона, Нова Зеландія. Національний оркестр Нової Зеландії, NZSO є автономним колективом, підпорядкованим уряду Нової Зеландії відповідно до Закону про симфонічний оркестр Нової Зеландії 2004 року. Базується в Центрі Майкла Фаулера і часто виступав у сусідній ратуші Веллінгтона до її закриття в 2013 році. Він також виступав в Окленді, Крайстчерчі та Данідіні .

## Історія

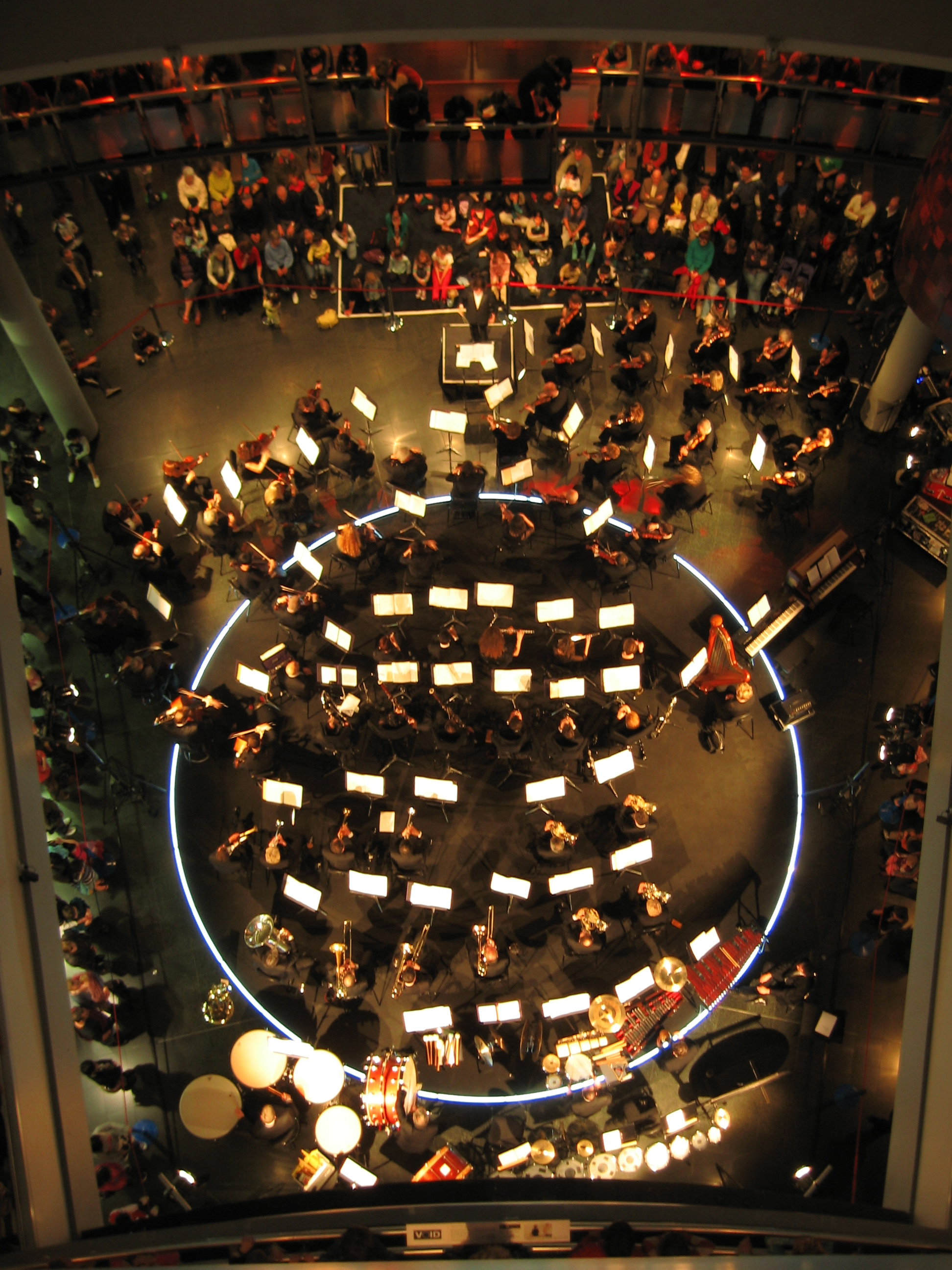
Новозеландський симфонічний оркестр під час виступу

Національний оркестр Нової Зеландії вперше був запропонований із заснуванням радіомовної компанії в 1925 році, а оркестри студій мовлення діяли у великих містах з кінця 1920-х років. Національний оркестр був сформований у 1939 році для Столітньої виставки Нової Зеландії 1940 року.

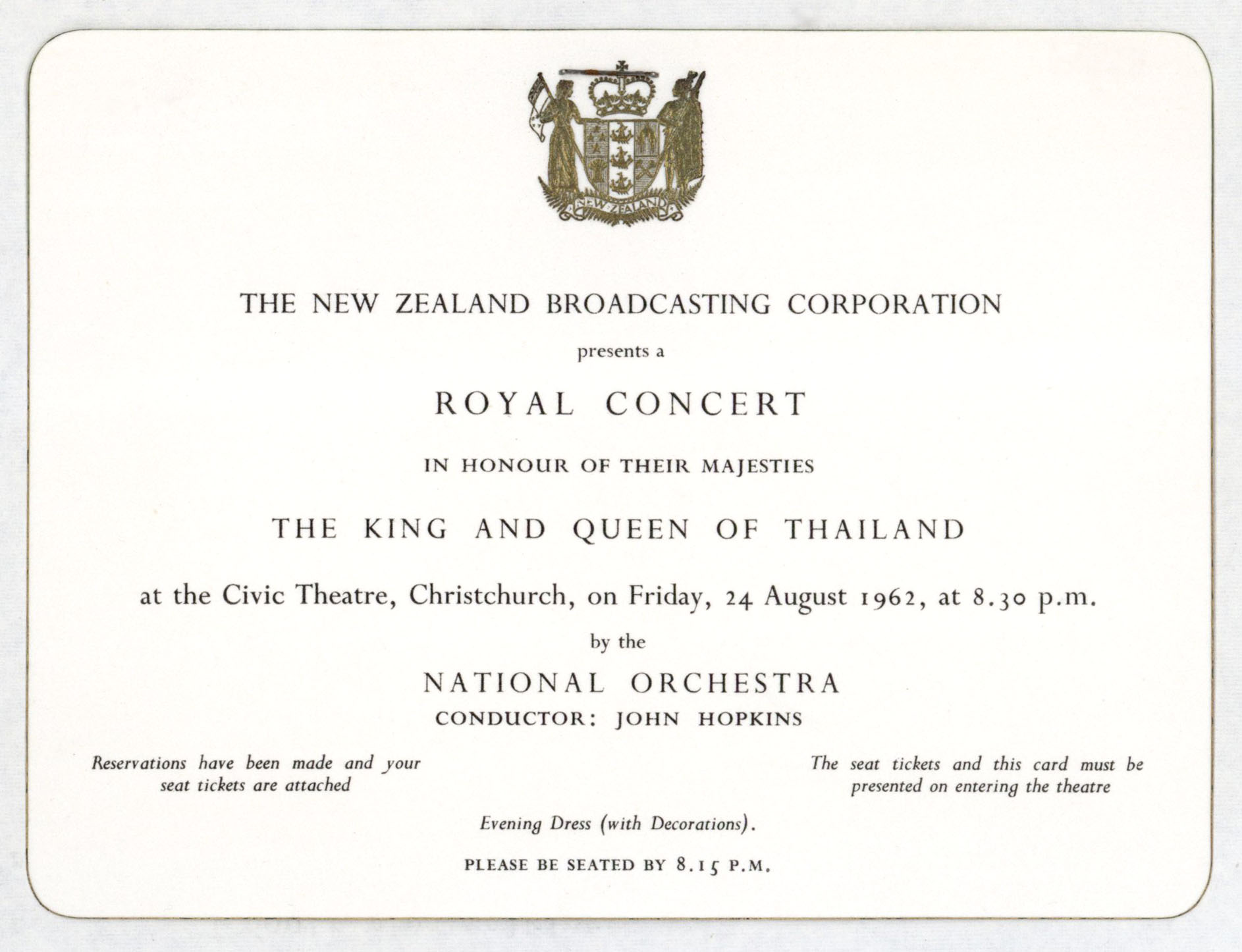
Запрошення до національного оркестру NZBC, серпень 1962 року

Оркестр став постійно діючим у 1946 році після Другої світової війни як «Національний оркестр Новозеландської радіомовної служби» (Освальд Чісман та інші); інавгураційний концерт відбувся 6 березня 1947 року. Оркестром керував відділ Новозеландської телерадіомовної корпорації, яка пізніше стала Радіо Нової Зеландії, в якості Національного оркестру NZBC.
У 1963 році оркестр був перейменований в NZBC Symphony Orchestra, а в 1975 році знову перейменований в Новозеландський симфонічний оркестр. У 1988 році оркестр став повністю незалежним від Радіо Нової Зеландії і почав працювати як незалежна компанія. Навіть після офіційного відділення оркестру від Радіо Нової Зеландії, виступи NZSO продовжують записувати, транслювати та архівувати Radio New Zealand Concert. Виступи ратуші Окленда, ратуші Веллінгтона та центру Майкла Фаулера транслюються в прямому ефірі та онлайн, а виступи в інших центрах або закордонних містах зазвичай записуються та транслюються пізніше.

## Виступи

### Гастролі
NZSO завжди мав насичений графік гастролей у Новій Зеландії. Виступав у Крайстчерчі ще в 1947 році. Виконує свою основну серію з 12 програм у Веллінгтоні та Окленді, приблизно половину з них у Гамільтоні, Крайстчерчі та Данідіні, і щороку відвідує декілька провінційних міст. Він кілька разів гастролював за кордоном, зокрема в 2005 році на BBC Proms, Snape Maltings, Concertgebouw в Амстердамі та World Expo в Айчі в Японії .

### Диригенти
До 1996 посада керівника оркестру іменувалась «Головний диригент» (англ. chief conductor) і востаннє цю посаду обіймав Франц-Поль Декер, який мав також титул та Диригента Лауреата (англ. Conductor Laureate) до своєї смерті у травні 2014. З 1999 керівник колективу іменується музичним директором (англ. Music Director), першим цю посаду обіймав Джеймс Джадд з 1999 по 2007 рік, і наразі зберігає звання почесного музичного директора оркестру.
У травні 2007 року Пієтарі Інкінен був призначений другим музичним керівником NZSO і він офіційно зайняв цю посаду в січні 2008 року. Інкінен завершив роботу в НЗСО у 2015 році і згодом отримав звання почесного диригента. У червні 2015 року NZSO оголосила про призначення Едо де Ваарта своїм наступним музичним керівником, а його перші концерти Останній концерт Де Варта як музичного керівника відбувся в листопаді 2019 року. У 2020 році став диригентом НЗСО. Асоційований диригент NZSO Хеміш МакКейч був призначений головним диригентом NZSO з січня 2020 року
В різні роки колектив очолювали:
- Андерсон Тайрер (1947—1950)
- Майкл Боулз (1950—1953)
- Уорвік Брейтуейт (1953—1954)
- Джеймс Робертсон (1954—1957)
- Джон Гопкінс (1957—1963)
- Хуан Маттеуччі (1964—1968)
- Франц-Поль Декер (1991—1996, головний диригент)
- Джеймс Джадд (1999—2007, музичний директор)
- Пієтарі Інкінен (2008—2015, музичний директор)
- Едо де Варт (2016—2019, музичний директор)
- Хеміш МакКейч (2016—2019, асоційований диригент; 2020 — теперішній час, головний диригент в резиденції)

### Записи
NZSO записав декілька платівок і багато компакт-дисків. Кілька з них із всесвітньо відомими солістами, такими як Алессандра Мартінес і Дональд Макінтайр. За останнє десятиліття було продано 500 000 компакт-дисків. Щороку орекстр записує принаймні один компакт-диск з новозеландською музикою. Зробив ряд записів на американському лейблі Koch і тепер (2007) регулярно записує з Naxos. Останні записи — це два компакт-диски з музикою Яна Сібеліуса та один компакт-диск з музикою Ейноюгані Раутаваари .
У 2012 році NZSO співпрацював з Booktrack і Салманом Рушді, щоб створити музику для розширеного видання оповідання Рудхі «На півдні» . NZSO записав частину партитури Говарда Шора до фільму «Володар перснів: Братство персня», зокрема послідовність «Шахти Морії», а також альтернативну версію «Братство Персня». NZSO також виконав та записав музику Говарда Шора до фільмів «Хоббіт: Пустка Смога» та «Хоббіт: Битва п'яти воїнств».
Запис NZSO творів лауреата Пулітцерівської премії китайського композитора Чжоу Луна та симфонії «Humen 1839», написаний у співпраці з співвітчизником Ченом І, був номінований на найкраще оркестрове виконання на 58-й щорічній премії «Греммі» в лютому 2016 року. Запис здійснював сінгапурець Даррелл Енг, який був записаний у Веллінгтонському центрі Майкла Фаулера в червні 2013 року і випущений на лейблі Naxos у травні 2015 року. Це була перша номінація на Греммі для NZSO.

## Допоміжні оркестри

### Національний молодіжний оркестр
Національний молодіжний оркестр NZSO був заснований Джоном Гопкінсом у 1959 році Він проходить прослуховування щороку і, після інтенсивного графіка репетицій, виконує одну програму, яка в 2007 році буде повторена в Окленді, Веллінгтоні та Крайстчерчі .
У 2009 році NYO відсвяткував 50-річчя під керівництвом Пола Деніеля з Джоном Ченом як солістом і Беном Моррісоном як концертмейстером. Їхня програма — 7-а симфонія Малера, фортепіанний концерт для лівої руки Равеля та оригінальна композиція Наталі Хант «Тільки до найвищої гори». У сезоні 2009 року також повернувся Джон Хопкінс, щоб приєднатися до святкування.
Посада штатного композитора Національного молодіжного оркестру
У 2005 році оркестр запровадив посаду штатного композитора (англ. Composer-in-Residence), з терміном перебування один рік, і першим композитором на цій посаді став Робін Тоан.. У наступні роки штатними композиторами оркестру працювали:
- 2006 Клер Коуен[12]
- 2007 Карло Маргетич[13]
- 2008 Табеа Сквайр[14]
- 2009 Наталі Хант[15]
- 2011 Олександра Хей[16]
- 2012 Алекс Тейлор[17]
- 2013 Сем Логан[18]
- 2014 Сара Баллард[19]
- 2015 Саліна Фішер[20]
- 2016 Селеста Орам[21]
- 2017 Рубен Джелліман[21]
- 2018 Джосія Карр[22]
- 2019 Глен Дауні[23]
- 2020 Джошуа Пірсон[24]

### Новозеландський камерний оркестр
Новозеландський камерний оркестр був заснований у 1987 році скрипалем NZSO Стівеном Манахом, його першим керівником, в ньому грають оркестранти NZSO. Пізніше перейменований в NZSO Chamber Orchestra, і активно гастролював та записував протягом 13 років, після чого припинив виступи. Зазвичай виступи колективу відбувались без диригента під керівництвом першого скрипаля та музичного керівника Дональда Армстронга.